# Brett Young
Brett Charles Young (Anaheim, 23 marzo 1981) è un cantautore statunitense. Dal 2015 è legato a Big Machine Records e BMLG Records, con cui ha pubblicato 4 album. Il suo singolo In Case You Didn't Know è stato certificato 8 volte platino negli Stati Uniti.

## Biografia
Young si avvicina al mondo della musica negli anni delle scuole superiori, quando assume il ruolo di cantante in una band di studenti. In questo stesso periodo inizia a distinguersi come giocatore di baseball: dopo una serie di importanti vittorie, nel 2003 Young è tuttavia costretto ad abbandonare l'idea di una carriera sportiva professionistica. Completata la carriera universitaria presso l'Università del Mississipi, Young inizia a portare avanti la sua carriera musicale in maniera indipendente, realizzando un EP eponimo nel 2007 e un album eponimo nel 2011. Negli anni successivi realizza inoltre altri album ed EP attraverso l'etichetta minore Rutherford Entertainment.
Nel 2015 Young si trasferisce a Nashville, dove firma un contratto con la major Big Machine Records. Nel 2016 pubblica un EP eponimo e il singolo Sleep Without You: quest'ultimo ottiene un buon successo commerciale posizionandosi alla posizione 47 della Billboard Hot 100 e ottenendo un disco di platino. Nel 2017 l'artista ottiene dei notevoli risultati con il singolo In Case You Didn't Know, che la raggiunge la posizione 19 nella Billboard Hot 100 e 8 dischi di platino. Ne consegue la pubblicazione di un album eponimo prodotto da Dann Huff, il quale si posiziona alla 19 nella Billboard 200 e ottiene un disco di platino.
Sempre nel 2017 estrae i singoli Like I Loved You e Mercy, certificati rispettivamente 2 e 4 volte platino negli Stati Uniti, e intraprende il suo primo tour da headliner. Nel settembre 2018 pubblica il singolo Here Tonight, con cui ottiene nuovamente la certificazione platino. Nel dicembre successivo pubblica l'album Ticket to L.A, che raggiunge la vetta della classifica country di Billboard. Pubblica inoltre il secondo singolo Catch, certificato anch'esso platino. Segue nuovamente una serie di concerti, fra cui uno tenuto nel corso dell'evento musicale CMT on Tour. Tali risultati lo portano alla vittoria del premio di "miglior cantante maschile" agli Academy of Country Music Awards.
Nel 2019 pubblica l'EP The Acoustic Session. Nell'aprile 2020 pubblica il singolo Lady, con cui ottiene un disco d'oro nel mercato statunitense. Nel 2021 pubblica due album: il progetto di inediti Weekends Look a Little Different These Days e quello di cover natalizie Brett Young & Friends Sing the Christmas Classics.

## Vita privata
Nel novembre 2018 ha sposato Taylor Mills, con cui ha avuto due figlie: Presley nel 2019 e Rowan nel 2021.

## Discografia

### Album
- 2012 – Brett Young
- 2013 – On Fire
- 2013 – Broken Down
- 2017 – Bretty Young
- 2018 – Ticket to L.A
- 2021 – Weekends Look a Little Different These Days
- 2021 – Brett Young & Friends Sing the Christmas Classics

### EP
- 2007 – Brett Young EP 2007
- 2011 – Make Believer
- 2011 – Acoustic
- 2012 – Supposed to Be
- 2016 – Brett Young
- 2019 – The Acoustic Sessions

### Singoli
- 2016 – Sleep Without You
- 2017 – In Case You Didn't Know
- 2017 – Like I Loved You
- 2018 – Mercy
- 2018 – Here Tonight
- 2020 – Lady
- 2021 – Not Yet
- 2021 – You Didn't